# Mathieu Choinière
Mathieu Choinière (ur. 7 lutego 1999 w Saint-Alexandre) – kanadyjski piłkarz występujący na pozycji środkowego lub lewego pomocnika, reprezentant Kanady, od 2024 roku zawodnik szwajcarskiego Grasshoppers.
Jego brat David Choinière również jest piłkarzem.